# Robert Beekes
Robert Stephen Paul Beekes (ur. 2 września 1937, zm. 21 września 2017) – holenderski językoznawca. Specjalista od języków indoeuropejskich, profesor Uniwersytetu w Lejdzie.

## Monografie
- The Development of the Proto-Indo-European Laryngeals in Greek. Haga, Paryż: Mouton, 1969
- The Origins of the Indo-European Nominal Inflection. Innsbruck: IBS, 1985
- A Grammar of Gatha-Avestan. Lejda: Brill, 1988
- Vergelijkende taalwetenschap. Een inleiding in de vergelijkende Indo-europese taalwetenschap. Amsterdam: Het Spectrum, 1990
  - Wydanie w języku angielskim: Comparative Indo-European Linguistics: An Introduction. Amsterdam: John Benjamins Publishing, 1995; wyd. drugie w 2011
- with L. Bouke van der Meer, De Etrusken spreken. Muiderberg: Coutinho, 1991
- The Origin of the Etruscans. Amsterdam: Koninklijke Nederlandse Akademie van Wetenschappen, 2003
- Etymological Dictionary of Greek, 2 tomy. Lejda: Brill, 2009
- Pre-Greek: Phonology, Morphology, Lexicon, Lejda: Brill, 2014